# Cyclocephalini
Tribu
Synonymes
- Acrobolbiina Ohaus, 1918
- Chalepidae H. C. C. Burmeister, 1847
- Cyclocephalites Laporte, 1840
- Peltonotini Arrow, 1917

Les Cyclocephalini sont une tribu de coléoptères de la famille des Scarabaeidae et de la sous-famille des Dynastinae.

## Genres
Acrobolbia
Ancognatha
Arriguttia
Aspidolea
Augoderia
Chalepides
Cyclocephala
Dyscinetus
Erioscelis
Harposcelis
Mimeoma
Peltonotus
Ruteloryctes
Stenocrates
Surutu